# Winkel ZH
| ZH ist das Kürzel für den Kanton Zürich in der Schweiz. Es wird verwendet, um Verwechslungen mit anderen Einträgen des Namens Winkel zu vermeiden. |

Winkel, früher auch Winkel bei Bülach, ist eine politische Gemeinde im Kanton Zürich. Sie gehört zum Bezirk Bülach im Zürcher Unterland.

## Wappen
Blasonierung:
Gespalten von Rot und von Silber mit zwei schwarzen Sparren

## Geographie
Die Gemeinde Winkel liegt im Zürcher Unterland. Sie besteht aus den drei Dörfern Winkel, Rüti und Seeb. Geographisch ist sie am Westhang des Dättenbergs zwischen den Städten Kloten und Bülach gelegen. Die Einwohnerzahl beträgt heute (2022) gegen 5000 Einwohner, von denen etwas weniger als die Hälfte in Rüti leben. Das Siedlungsgebiet von Winkel und Seeb ist mittlerweile zusammengewachsen. Winkel und Rüti werden durch eine Geländekuppe am Dättenberg getrennt; Rüti selbst besteht wiederum aus den beiden heute ebenfalls zusammengewachsenen Ortsteilen Ober- und Niederrüti. Auf Winkler Gemeindegebiet liegt auch ein Teil einer Landebahn des Flughafens Zürich.

## Bevölkerung
Das Bevölkerungswachstum der Gemeinde ist eng mit der Geschichte der Entwicklung des Flughafens Zürich verbunden. So betrug die Einwohnerzahl von Winkel vor der Flughafeneröffnung 1948 lediglich einige hundert Seelen. Ende der 1990er Jahre erlebte die Gemeinde einen zusätzlichen Bevölkerungsschub, als innerhalb eines Jahres gegen 500 Wohnungen gebaut wurden, was auch nachhaltig das «Einfamilienhäuschenbild» der Gemeinde veränderte.
| Jahr      | 1634 | 1710 | 1850 | 1900 | 1950 | 2000 | 2005 | 2010 | 2015 | 2020 | 2024 |
| --------- | ---- | ---- | ---- | ---- | ---- | ---- | ---- | ---- | ---- | ---- | ---- |
| Einwohner | 231  | 517  | 751  | 621  | 520  | 3333 | 3688 | 3927 | 4237 | 4649 | 5058 |

Ende 2022 gehörten 35,7 % der Einwohner der evangelisch-reformierten Konfession an, 24,5 % der römisch-katholischen, und 35,8 % waren Mitglieder einer anderen Glaubensgemeinschaft oder konfessionslos.

## Politik
Gemeindepräsident ist Marcel Nötzli (SVP, Stand 2023). Als Ortsparteien sind die SVP, die FDP und die EVP präsent. Als eine der wenigen Gemeinden des Kantons Zürich gibt es keine Vertreter der SP oder einer freien Liste im Gemeinderat.
Bei der Nationalratswahl 2019 erreichten die Parteien folgende Wähleranteile: SVP 38,94 %, FDP 21,57 %, glp 11,96 %, SP 8,19 %, Grüne 6,64 %, EVP 4,16 %, CVP 2,94 %, EDU 2,36 %, BDP 1,75 % und andere (8) 0,29 %.
Die Wähleranteile bei der Nationalratswahl 2023: SVP 41,11 % (+2,17 %), FDP 20,01 % (−1,55 %), glp 10,17 % (−1,79 %), SP 9,37 % (+1,18 %), Die Mitte 7,25 % (+2,56 %), EVP 3,76 % (−0,40 %), Grüne 3,25 % (−3,39 %), EDU 1,77 % (−0,59 %), Aufrecht Zürich 1,29 %, andere (11) 2,01 %.

## Wirtschaft
Auf Gemeindegebiet befindet sich ausser der Gemüsegärtnerei Eymann und einigen Kleingewerbebetrieben keine nennenswerte Industrie. Die Gemeinde weist einen der tiefsten Steuersätze des Kantons Zürich auf.

## Geschichte

Winkel, im Hintergrund Seeb (1962), fotografiert von Werner Friedli

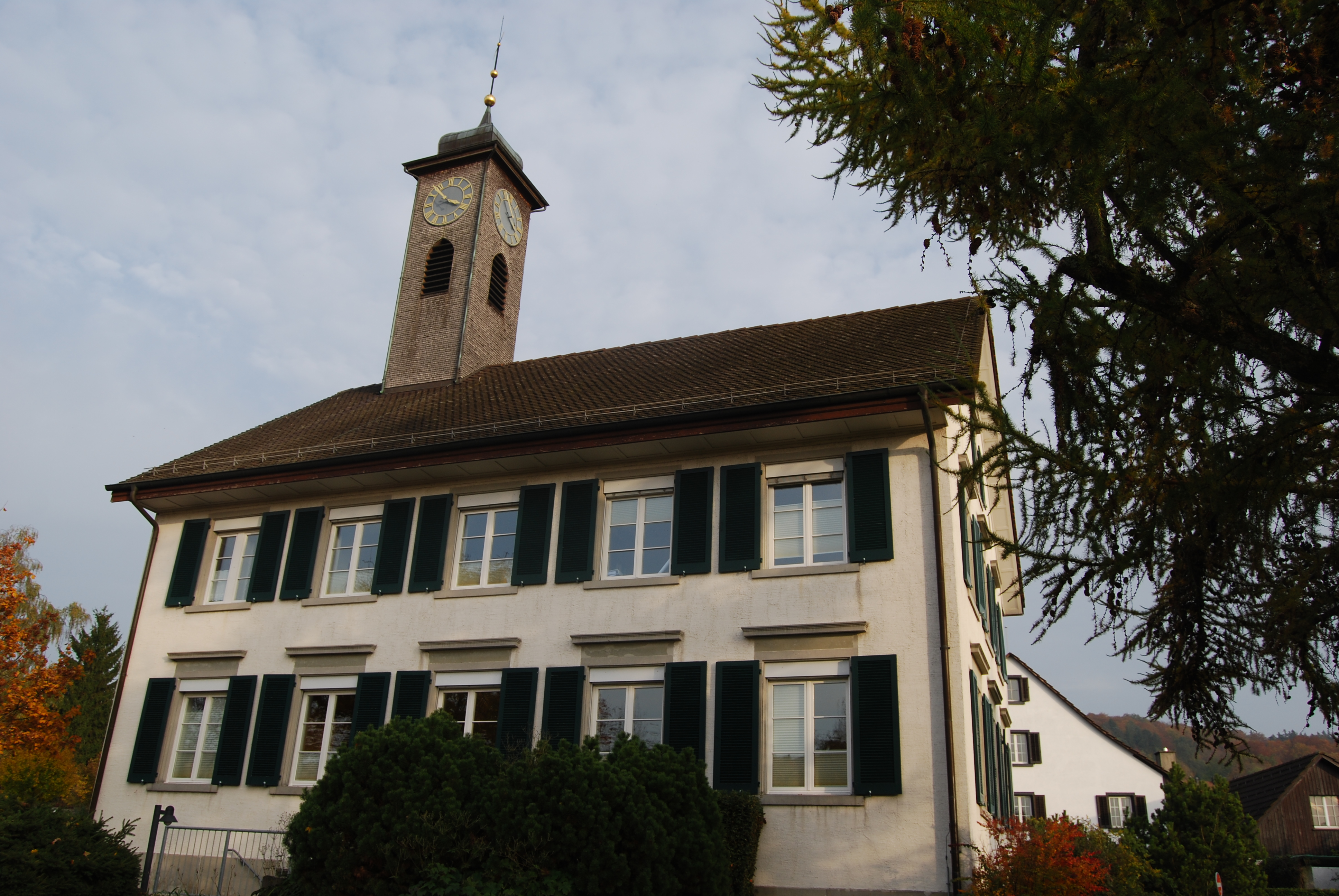
Gemeindehaus (früheres Schulhaus)

Das Dorf Winkel wurde zum ersten Mal im Jahre 1044 urkundlich erwähnt. In der Nähe von Seeb befand sich allerdings schon im 1. bis 4. Jahrhundert ein grosser römischer Gutshof, von dem heute umfassende konservierte Überreste zu besichtigen sind. Nebst dem römischen Gutshof findet man im Rütner (oder auch Rütemer) Wald alemannische Hügelgräber, von welchen einige vor mehreren Jahren freigelegt wurden.
Die Namen der Dörfer stammen aus dem Alemannischen. Sie bezeichnen im Falle von Winkel den Hügeleinschnitt, in dem der Zentralort der Gemeinde liegt, bei Rüti die Waldrodung (erstmals bezeugt 1417) und bei Seeb den mittlerweile verlandeten See, an dem dieses Dorf lag (erstmals bezeugt 1311).
Wichtige Grundherren im Gebiet der heutigen Gemeinde waren im Hoch- und Spätmittelalter die Klöster St. Martin, St. Blasien, Engelberg und Einsiedeln sowie das Chorherrenstift in Zürich. In Winkel selbst lag ein Dinghof, dem die Gotteshausleute einer grösseren Region gerichtshörig waren. Die verschiedenen Herrschaftsrechte lagen bei den Habsburgern, Regensbergern, Kyburgern und ab 1424 bzw. 1452 bei der Stadt Zürich. Die heutige politische Gemeinde existiert seit 1811; daneben bildeten Winkel-Seeb, Rüti und Eschenmosen noch bis ins 20. Jahrhundert autonome lokale Zivilgemeinden. Kirchlich gehört Winkel zu Bülach.
1917 wurde das Dorf Eschenmosen, das bis dahin zur Gemeinde Winkel gehört hatte, an die Gemeinde Bülach abgetreten.
Das früher von den drei bäuerlichen Dorfkernen geprägte Dorfbild hat sich nicht zuletzt infolge der Eröffnung des Flughafens Zürich stark verändert. Heute sind grosse Teile des Gemeindegebiets mit Ein- und Mehrfamilienhäusern überbaut, und selbst in den alten Dorfkernen fanden massive bauliche Eingriffe statt. In Rüti liegt eine Terrassensiedlung, welche um 1970 von der Swissair für das in der Gegend Wohnraum suchende Personal gebaut wurde.

## Schule und Kultur
Die Gemeinde verfügt über zwei Primarschulhäuser (eines in Rüti, das andere in Winkel), drei Kindergärten sowie ein Gemeindezentrum.
Die «Kammerspiele Seeb», heute ein professionelles Kleintheater, wurden 1974 von vier Jugendlichen als «Hobby-Theater Seeb» in dem zu Winkel gehörenden Weiler Seeb gegründet. Seit 2006 ist das Theater allerdings im benachbarten Bachenbülach domiziliert.

## Persönlichkeiten
- Konrad Meyer (1824–1903), Gemeindepräsident von Bülach, Bezirksrichter sowie Mundartpoet mit Pseudonym Julius Freimund
- Johannes Meyer-Rusca (1851–1936), Seidenkaufmann, Zürcher Kantonsrat, Bankrat und Handelsrichter sowie Winkler Zivilgemeindepräsident, Schulvorsteher, Friedensrichter und Forstvorstand
- Walter Meyer (1882–1969), Sohn des Vorigen; Zivilingenieur und Förderer der chilenischen Region Los Lagos
- Emmi Creola-Maag (1912–2006), Werbetexterin und Erfinderin der fiktiven Schweizer Köchin Betty Bossi
- Reto Hug (* 1975), Triathlet, Ehemann von Nicola Spirig, wohnten in Winkel
- Benedikt Schmidt, Weltmeister im Rudern 1997, Zweier ohne Leichtgewichte[14]
- Nicola Spirig (* 1982), Olympiasiegerin im Triathlon 2012, Ehefrau von Reto Hug, wohnten in Winkel